# Bontebaardslot

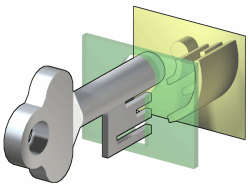
Bontebaardslot

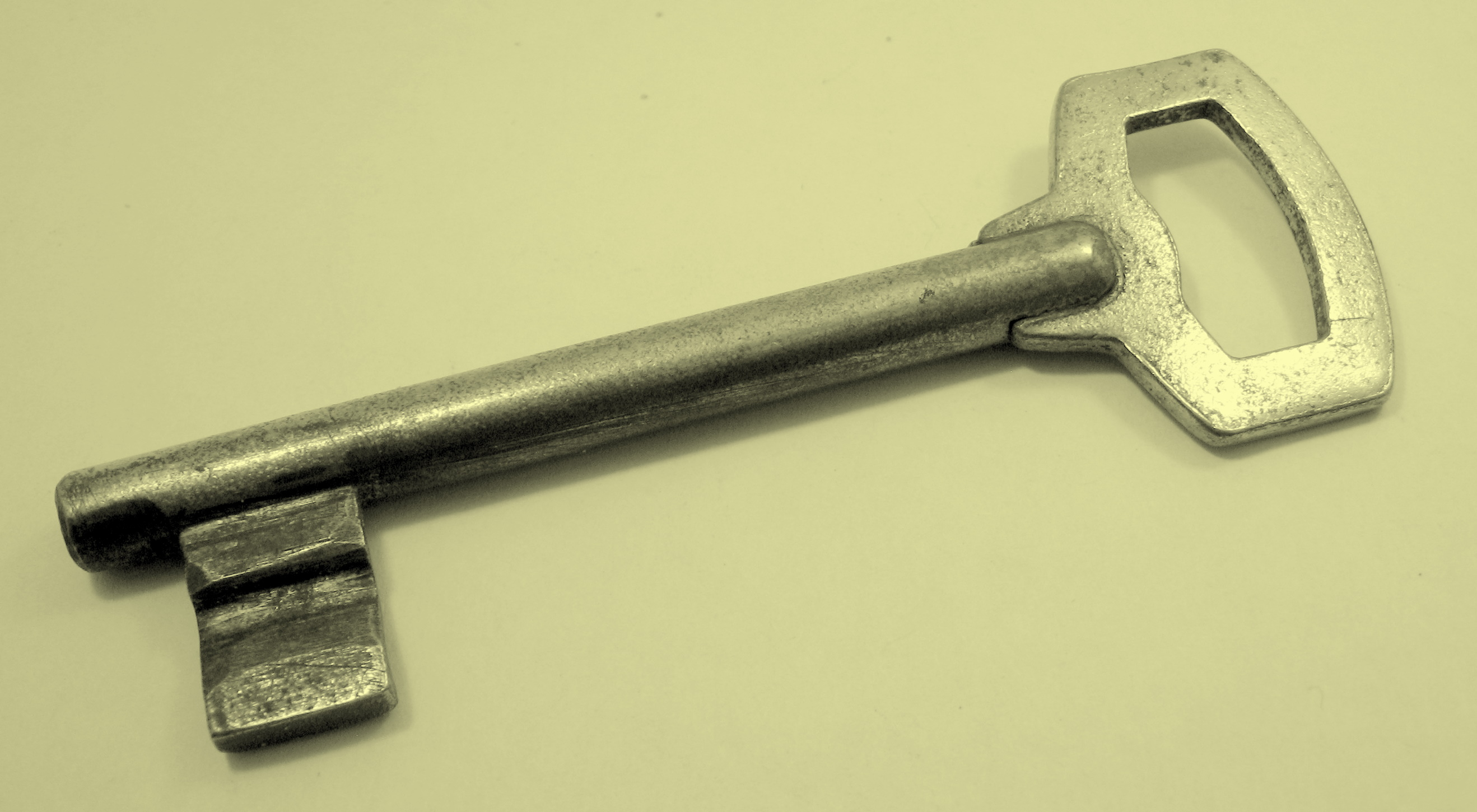
Hedendaagse sleutel met bonte baard

Een bontebaardslot is een slot dat door de Romeinen is uitgevonden en tot in de 18e eeuw tot het bekendste type sloten behoorde. De werking is als volgt:
Een sleutel werkt wanneer deze wordt rondgedraaid als hefboom waarmee de grendel kan verschuiven. De ronddraaiende beweging wordt beperkt door een of meerdere platen in het slot met een profiel dat past op een aantal insnijdingen in de baard van de sleutel. Wanneer deze niet overeenkomen kan de sleutel niet worden rondgedraaid.
Het bontebaardslot is zeer onveilig: de sleutels zijn na te maken door een met bijenwas bestreken loper in het slot te steken. Daar waar de was is beschadigd wordt de sleutel ingezaagd of gevijld. Door dit te herhalen kan een exacte kopie van de sleutel worden gemaakt.
Bij de latere bontebaardsloten past men sleutels toe waarvan de baard over de langsrichting een bepaald profiel heeft, vaak in cijfervorm. Deze sloten worden ook nu nog, bijvoorbeeld bij binnendeuren, toegepast. De enige veiligheid bestaat uit vorm van het sleutelgat, waar enkel sleutels doorheen kunnen met een overeenstemmend baardprofiel. De sleutelvorm op zichzelf vormt slechts een geringe zekerheid, daar men deze sleutels met een bonte baard in alle mogelijke vormen zonder meer bij de slotenmaker kan kopen. Bovendien zijn deze sloten, zonder passende sleutel, met een loper, haak of gebogen draad eenvoudig te openen. Overigens bestaat het voordeel van zulke sloten uit hun eenvoud en robuustheid. Het is mogelijk om de veiligheid van dit slottype te verhogen door er een zogenoemd steekslot in aan te brengen. 
De komst van het veiliger klavierslot, maar bovenal het moderne cilinderslot, heeft ervoor gezorgd dat een bontebaardslot alleen nog maar wordt toegepast voor minder belangrijke doeleinden.